# Зелёновское сельское поселение (Волгоградская область)
Зелёновское сельское поселение — муниципальное образование (сельское поселение) в Быковском муниципальном районе Волгоградской области. Административный центр — посёлок Зелёный.

## География
Расположено в западной части Быковского района, на левом берегу Волгоградского водохранилища.
Площадь сельского поселения составляет 6310 гектар, из которых 4590 га (по состоянию на 2008 год) приходится на сельхозугодья и 295 га занимает застройка (по состоянию на 2008 год).
Граничит:
- на юге — с Верхнебалыклейским сельским поселением;
- на востоке — с Солдатско-Степновским сельским поселением;
- на севере — с Побединским сельским поселением;
- на западе — с Дубовским районом[1].

## Население
| 2010 | 2012 | 2013 | 2014 | 2015 | 2016 | 2017 |
| ---- | ---- | ---- | ---- | ---- | ---- | ---- |
| 726  | ↘704 | ↗707 | ↘706 | ↘700 | ↘681 | ↘663 |
| 2018 | 2019 | 2020 | 2021 |      |      |      |
| ↘652 | ↘638 | ↘633 | ↘619 |      |      |      |

## Состав сельского поселения
| № | Населённый пункт | Тип населённого пункта          | Население |
| - | ---------------- | ------------------------------- | --------- |
| 1 | Зелёный          | посёлок, административный центр | 609       |
| 2 | Молодёжный       | посёлок                         | 117       |

## Администрация
Глава — Шиповская Ирина Яковлевна (c 2014 года);

Телефон/факс: 8(84495) 3-55-42

Адрес администрации: 404067, Волгоградская область, Быковский район, п. Зеленый, ул. Сиреневая, 7.

e-mail: bykzelenii@ya.ru

## Транспорт
Территорию сельского поселения пересекает в направлении северо-восток↔юго-запад автомобильная дорога регионального значения Р226.
Протяженность автодорог местного значения — 5,7 км.